# Folfiri o Folfox
| Recensione       | Giudizio |
| ---------------- | -------- |
| sentireascoltare | (7.5/10) |
| Ondarock         | (7.5/10) |

Folfiri o Folfox è l'undicesimo album in studio del gruppo alternative rock italiano Afterhours, pubblicato nel giugno 2016.

## Il disco
Si tratta di un doppio album contenente 18 brani.
È il primo album registrato con il batterista Fabio Rondanini (Calibro 35) e il chitarrista Stefano Pilia (Massimo Volume), che prendono il posto rispettivamente di Giorgio Prette e Giorgio Ciccarelli, usciti dal gruppo nel 2014.
L'album è stato annunciato ufficialmente il 5 maggio 2016 sui canali web del gruppo.
Il titolo dell'album fa riferimento esplicito a due trattamenti chemioterapici: Folfiri (acido folico, fluorouracile e irinotecano) e Folfox (acido folinico, fluorouracile e oxaliplatino) sono due composizioni chimiche per il trattamento del carcinoma del colon-retto. Il frontman del gruppo Manuel Agnelli ha dichiarato che suo padre (alla cui scomparsa il disco è ispirato) si sottoponeva a tali trattamenti per curare un tumore. Tra i temi dell'album vi sono quindi la malattia, la morte, ma anche la vita, la felicità e la "cura", intesa in più significati.
Il singolo Il mio popolo si fa è stato pubblicato il 9 maggio 2016, seguito da Non voglio ritrovare il tuo nome, diffuso il 20 maggio seguente.
La copertina del disco mostra un'orchidea maculata su sfondo nero.

## Vendite
Il disco ha debuttato direttamente alla prima posizione della classifica dei dischi più venduti in Italia stilata dalla FIMI.

## Tracce
CD 1
1. Grande – 4:27 (Manuel Agnelli)
2. Il mio popolo si fa – 3:50 (testo: Manuel Agnelli – musica: Manuel Agnelli, Rodrigo D'Erasmo, Fabio Rondanini)
3. L'odore della giacca di mio padre – 3:14 (Manuel Agnelli)
4. Non voglio ritrovare il tuo nome – 4:18 (Manuel Agnelli)
5. Ti cambia il sapore – 3:15 (testo: Manuel Agnelli – musica: Manuel Agnelli, Rodrigo D'Erasmo, Fabio Rondanini)
6. San Miguel – 3:30 (testo: Manuel Agnelli – musica: Manuel Agnelli, Xabier Iriondo)
7. Qualche tipo di grandezza – 3:22 (testo: Manuel Agnelli – musica: Manuel Agnelli, Rodrigo D'Erasmo, Fabio Rondanini)
8. Cetuximab – 2:21 (testo: Manuel Agnelli – musica: Manuel Agnelli, Rodrigo D'Erasmo, Fabio Rondanini, Stefano Pilia)
9. Lasciati ingannare (Una volta ancora) – 4:29 (testo: Manuel Agnelli – musica: Manuel Agnelli, Rodrigo D'Erasmo)

CD 2
1. Oggi – 3:24 (testo: Manuel Agnelli – musica: Manuel Agnelli, Rodrigo D'Erasmo)
2. Folfiri o Folfox – 3:46 (testo: Manuel Agnelli – musica: Manuel Agnelli, Rodrigo D'Erasmo, Xabier Iriondo)
3. Fa male solo la prima volta – 4:03 (testo: Manuel Agnelli – musica: Manuel Agnelli, Rodrigo D'Erasmo)
4. Noi non faremo niente – 3:04 (testo: Manuel Agnelli – musica: Manuel Agnelli, Rodrigo D'Erasmo)
5. Né pani né pesci – 3:51 (testo: Manuel Agnelli – musica: Manuel Agnelli, Rodrigo D'Erasmo)
6. Ophryx – 1:54 (musica: Rodrigo D'Erasmo)
7. Fra i non viventi vivremo noi – 2:12 (testo: Manuel Agnelli – musica: Manuel Agnelli, Fabio Rondanini, Stefano Pilia, Xabier Iriondo)
8. Il trucco non c'è – 3:26 (testo: Manuel Agnelli – musica: Manuel Agnelli, Rodrigo D'Erasmo, Xabier Iriondo)
9. Se io fossi il giudice – 4:04 (testo: Manuel Agnelli – musica: Manuel Agnelli, Fabio Rondanini, Stefano Pilia)

## Formazione
- Manuel Agnelli - voce, chitarre, pianoforte
- Xabier Iriondo - chitarre, mahai metak, taishokoto
- Stefano Pilia - chitarre, basso
- Roberto Dell'Era - basso, cori
- Rodrigo D'Erasmo - violini, archi, chitarre, basso, mandolino, mellotron, timpani, drum machine, cori
- Fabio Rondanini - batteria, percussioni

## Classifiche

### Classifiche settimanali
| Classifica (2016) | Posizione massima |
| ----------------- | ----------------- |
| Italia            | 1                 |

### Classifiche di fine anno
| Classifica (2016) | Posizione |
| ----------------- | --------- |
| Italia            | 68        |